# Danielle Browning
Danielle Browning (* 29. August 1981) ist eine ehemalige jamaikanische Sprinterin, die ihre größten Erfolge in der 4-mal-100-Meter-Staffel feierte.
Bei den Panamerikanischen Spielen 2003 in Santo Domingo wurde sie Sechste über 200 m und gewann mit der jamaikanischen Stafette Bronze.
2005 holte sie gemeinsam mit Sherone Simpson, Aleen Bailey und Veronica Campbell in 41,99 Sekunden hinter dem US-amerikanischen Team die Silbermedaille bei den Leichtathletik-Weltmeisterschaften in Helsinki. Im darauf folgenden Jahr konnte sie gemeinsam mit der jamaikanischen Stafette die Commonwealth Games 2006 in Melbourne für sich entscheiden.

## Bestzeiten
- 100 m: 11,42 s, 25. Juni 2005, Kingston
- 200 m: 23,21 s, 7. August 2003, Santo Domingo
  - Halle: 23,79 s, 26. Februar 2005, Fayetteville